# Tamara Samachwalawa
Tamara Wiktarauna Samachwalawa (belarussisch Тамара Віктараўна Самахвалава; * 8. Juni 1975 in Pinsk als Tamara Dawydsenka) ist eine ehemalige belarussische Ruderin.

## Biografie
Tamara Samachwalawa war Teil der belarussischen Crew, die bei den Olympischen Sommerspielen 1996 in Atlanta Bronze in der Regatta mit dem Achter gewann. Zur Besatzung gehörten neben Samachwalawa auch: Aljaksandra Pankina, Natallja Laurynenka, Natallja Woltschak, Waljanzina Skrabatun, Alena Mikulitsch, Natallja Stassjuk, Marina Snak sowie Steuerfrau Jaraslawa Paulowitsch.
Darüber hinaus konnte Samachwalawa bei den Weltmeisterschaften 1995 und 2004 jeweils die Bronzemedaille im Vierer ohne Steuerfrau gewinnen.